# Jean-Baptiste-Michel Colbert de Saint-Pouange
Pour les articles homonymes, voir Colbert et Famille Colbert.
Jean-Baptiste-Michel Colbert de Saint-Pouange (1640 à Paris - 11 juillet 1710 à Paris), est un homme d'Église français des XVIIe et XVIIIe siècles.

## Biographie
Jean-Baptiste Michel de Colbert était le quatrième fils de Jean-Baptiste Michel Colbert (20 novembre 1602 à Troyes - 29 avril 1663 à Paris), seigneur de Saint-Pouange et de Villacerf, maître des requêtes au Conseil d'État, conseiller d'État (1631), intendant de Lorraine et Barrois (1657-1661), puis de Picardie et d'Artois (1661), et de Claude (« Claudine ») (1604 - octobre 1644), fille de Michel II Le Tellier (1575 - 6 mai 1617), seigneur de Chaville et de Villacoublay, magistrat financier, conseiller du roi en la cour des aides de Paris.
Il était le neveu du chancelier Michel Le Tellier et un cousin issu de germains de Colbert, le ministre bien connu de Louis XIV.

### Évêque de Montauban
Nommé conseiller-clerc au parlement de Paris depuis le 1er avril 1667, il devint, le 3 août 1668 chanoine « de cette Église », et fut ordonné le 5 octobre 1670.
Il est nommé par le roi Louis XIV pour succéder à Pierre de Berthier à l'évêché de Montauban le 22 novembre 1674. Muni des bulles pontificales datées du 10 juillet 1675, il reçoit la consécration épiscopale de Charles-Maurice Le Tellier, archevêque de Reims le 28 octobre 1675 à Paris dans l'église des Saint Pères de Picpus. Il prit possession de son diocèse, « par procureur », le 29 novembre de cette même année.

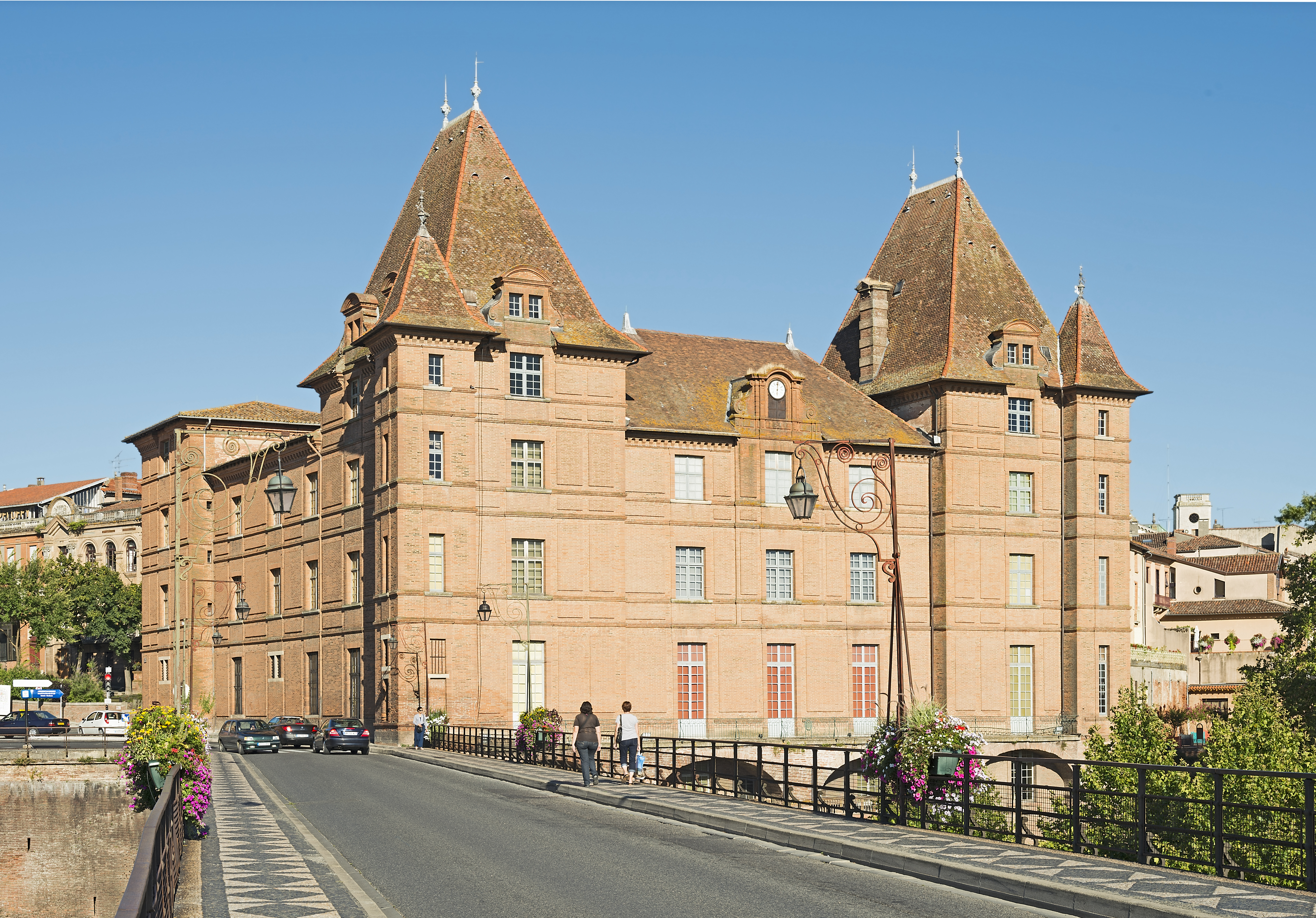
Le palais épiscopal de Montauban.

Il y œuvra à la construction d'un nouvel hôpital général « Hôtel-Dieu » au nord de la ville, et commença la construction de la nouvelle cathédrale. Il acheva également la construction d'un nouvel évêché (l'actuel musée Ingres), qui servit de palais épiscopal jusqu'en 1790. C'est aussi pendant son mandat à Montauban que le collège des Jésuites prit son aspect actuel.
Il contribua à l'application des mesures de l'intendant Foucault visant à ramener les protestants au catholicisme, notamment par les nombreuses missions qui eurent lieu dans tout le diocèse.
Principal consécrateur d'Olivier Jégou de Kervilio, évêque de Tréguier (1694), il avait aussi participé aux consécrations (1678) de Michel Cassagnet de Tilladet, évêque de Mâcon, et André Colbert, évêque d'Auxerre.

### Archevêque de Toulouse
Transféré, le 15 août 1687, à l'archidiocèse de Toulouse, il y établit les sœurs de Saint Vincent de Paul, et le séminaire de la mission de Saint-Lazare, pour lequel il appela, en 1707, des religieux de la congrégation de la Mission instituée par saint Vincent de Paul.
En 1680 (1691 plutôt), il commence la construction du nouveau palais archiépiscopal de Toulouse.
Il est décédé le 11 juillet 1710, à Paris.

## Lignée épiscopale
1. l'archevêque Jean-Baptiste-Michel Colbert de Saint-Pouange (1675)
2. l'archevêque Charles-Maurice Le Tellier (1668)
3. Antonio Barberini (Jr.), O.S.Io.Hieros. (1655)
4. l'archevêque Giovanni Battista Scanaroli (1630)
5. Luigi Caetani (1622)
6. Ludovico Ludovisi (1621)
7. l'archevêque Galeazzo Sanvitale (1604)
8. Girolamo Bernerio, O.P. (1586)
9. Giulio Antonio Santorio (1566)
10. Scipione Rebiba